# Oldridž Hejzen Ejms
Oldridž Hejzen Ejms (rođen 26. maja, 1941) je bivši oficir Centralne obaveštajne agencije (CIA), za kojeg se ispostavilo da je KGB-ova krtica i koji je osuđen za špijunažu 1994. godine. On trenutno služi doživotnu kaznu, bez mogućnosti uslovne, u Federalnom korekcionom institutu u Tere Houtu, u američkoj državi Indijani. Ejms je 31 godinu bio kontraobaveštajac koji je radio, odnosno špijunirao u korist Sovjetskog Saveza, odnosno Rusije. Do trenutka kada je uhapšen, Ejms je kompromitovao više informacija CIA-e nego bilo koji špijun u istoriji, sve do hapšenja Roberta Hansena, 7 godina kasnije.

## Detinjstvo, mladost i rad
Oldridž Ejms je rođen u River Folsu, u Viskonsinu, od roditelja Karltona Sesila Ejmsa i Rejčel Ejms. Njegov otac bio je profesor na državnom koledžu u Viskonsinu - River Fols, a majka mu je bila profesorka engleskog jezika u srednjoj školi. Oldridž je bio najstariji od troje dece i jedini sin. Godine 1952, njegov otac je počeo da radi za CIA-jin Direktorat za operacije u Virdžiniji, a 1953. je poslat u Jugoistočnu Aziju na tri godine, zajedno sa svojom porodicom. Karlton je primio negativnu ocenu performansi, velikim delom zbog ozbiljnog problema sa alkoholizmom, nakon čega je ostatak karijere proveo u sedištu CIA-e, radeći kancelarijski posao.
Oldridž Ejms je pohađao srednju školu u Meklinu, u Virdžiniji. Počevši od 1957, radio je za CIA-u 3 godine, preko leta, kao nižerazredni (GS-3) analitičar dosijea i zapisnika, gde je označavao koji su dokumenti poverljivi. Ejms je 1959. godine otišao na koledž, preciznije na Univerzitet u Čikagu, planiravši da proučava strane kulture i istoriju, ali je njegova ,,stara strast'' za dramom rezultirala lošim ocenama, tako da nije završio drugu godinu. Radio je za CIA-u preko leta 1960. kao radnik/slikar, Nakon toga je postao pomoćni tehnički direktor u pozorištu u Čikagu, gde se zadržao sve do februara 1962. godine. Vrativši se u Vašington, Oldridž Ejms je dobio punovremeno zaposlenje u CIA-i, radeći iste, manje poslove koje je radio i tokom srednje škole.

## CIA karijera
Pet godina kasnije, Ejms je dobio diplomu iz istorije na Univerzitetu Džordž Vašington. Oldridž prvobitno nije planirao da ima karijeru unutar CIA-e, ali nakon što je pohađao GS-7 razred i dobre ocene performansi, bio je primljen na program obuke, uprkos nekoliko susreta koje je imao sa policijom, uglavnom zbog alkoholisanog stanja. Godine 1969, Ejms se venčao sa koleginicom sa programa obuke Nensi Sigebart.
Kada je Ejms dobio premeštaju u Ankaru, u Turskoj, Nensi je dala otkaz u CIA-i zbog pravila koje je zabranjivalo da bračni partneri budu ljudi koji rade u istoj kancelariji. Ejmsov posao u Turskoj bio je da locira, odnosno targetira sovjetske obaveštajce za regrutovanje. Uspeo je da se infiltrira u tursku komunističku organizaciju Revolucionarna omladinska federacija Turske, preko cimera njihovog aktiviste, Deniza Gezmiša. Uprkos svom uspehu, Ejmsov rad je bio ocenjen samo kao ,,zadovoljavajući'' i tako obeshrabren je razmišljao o napuštanju CIA-e.
Godine 1972, Oldridž Ejms se vraća u sedište CIA-e, gde provodi naredne četiri godine Sovjetsko - Istočno Evropskoj diviziji (SE). Ovde su mu ocene bile nešto bolje, očigledno jer je bolji bio u snalaženju sa papirologijom i planiranju operacija na terenu, nego u regrutovanju agenata. Bilo kako bilo, njegovo alkoholisano ponašanje takođe je primećeno, tako da su dve poverljive stavke bile stavljene u njegov dosije.
Ejms je 1976. prebačen u Njujork gde je bio zadužen za dva sovjetska agenta. Njegov performans je bio odličan, bio je unapređen i primio je nekoliko bonusa, a bio je i rangiran iznad većine operativaca u svom platnom razredu, mada je njegova tendencija ka odugovlačenjem kada su u pitanju knjigovodstveni poslovi u vezi finansija bila primećena. Njegovo neobraćanje pažnje na detalje ga je dovelo do toga da napravi dva ozbiljna kršenja poverljivosti, kao onda kada je ostavio aktovku punu poverljivog materijala u podzemnoj železnici. Međutim, izgleda da je za to Ejms bio samo verbalno iskritikovan.
Godine 1981, Ejms je prihvatio premeštaj u Meksiko Siti, dok je njegova žena ostala u Njujorku. Procene njegovog učinka u Meksiku su bile, u najblažu ruku, mediokritetne, a bio je i umešan u bar tri vanbračne afere. U oktobru 1982, Ejms je započeo aferu sa Marijom del Rosario Kasas Dupuj, diplomatom za kulturu u Kolumbijskoj ambasadi i operativcem CIA-e. Uprkos pravilima CIA-e, Ejms nije prijavio svoju vezu sa strankinjom svojim nadređenima, iako su neke od njegovih kolege bile i te kako svesne toga. Ejmsove manjkave performanse su delom bile rezultat njegovog teškog alkoholizma. Na diplomatskom prijemu u Meksiko Sitiju, Oldridž Ejms je ušao u glasnu, pijanu raspravu sa kubanskim zvaničnikom, što su njegovi nadređeni smatrali alarmantnim.
Bilo kako bilo, u septembru 1983, CIA je vratila Ejmsa nazad u SE diviziju, u Vašington. Ovaj premeštaj ga je smestio na najosetljiviji element Departmana za operacije, koji je bio odgovoran sa sovjetske kontraobaveštajce. Ejms je imao pristup svim planovima i operacijama CIA-e protiv KGB-a i GRU-a, sovjetske vojne obaveštajne službe. U oktobru iste godine, Ejms se zvanično razveo od Nensi, a u novembru predao izveštaj o spoljnim aktivnostima koji je uključivao i pominjanje njegove emotivne veze sa Rosario. U okviru njegovog razvodnog dogovora, Ejms je pristao da isplati dugove koje su Nensi i on imali kao par, kao i da obezbeđuje Nensi mesečnu novčanu podršku naredne tri i po godine, a sve je to ukupno iznosilo oko 46 hiljada dolara. Mislio je da će od razvoda bankrotirati, a kasnije je izjavio kako je finansijski pritisak bilo prvo što ga je nateralo da bude špijun Sovjetskog saveza.

## Špijunaža
Ejms je pomagao još jednoj kancelariji CIA-e koja je procenjivala zvaničnike sovjetske ambasade, zbog potencijalnih špijunski korisnih stvari. Kao deo odgovornosti, a sa znanjima i iz CIA-e i iz FBI-a, Ejms je počeo da stvara kontakte unutar sovjetske ambasade. U aprilu 1985, Ejms je snabdeo Sovjetski savez informacijama koje je on smatrao suštinski nebitnim, ali koje bi učvrstile njegov položaj insajdera u CIA-i. Takođe je tražio 50 hiljada dolara, što mu je Sovjetski savez ubrzo i isplatio. Kasnije, Oldridž Ejms je tvrdio kako se nije pripremao ni za šta više od obične ,,prevarantske igre'' kojom bi namirio svoje tadašnje dugove, ali da kada je jednom prešao liniju, više nije mogao da se vrati.
Ejms je ubrzo identifikovao više od 10 vrhunskih CIA i FBI izvora koji su izveštavali o sovjetskim aktivnostima. On ne samo da je verovao da će dobiti novca za ceo život izdajom ovih operativaca, već je njihova eliminacija smanjivala šansu da njegova sopstvena špijunaža bude razotkrivena. Do 1985, CIA-ini agenti koji su bili zaduženi sa Sovjetski savez, počeli su da nestaju alarmantnom brzinom. CIA je shvatila da nešto nije u redu, ali nije bila voljna da razmotri mogućnost krtice u sopstvenim redovima. Početne istrage su bile fokusirane na moguće upade sovjetskih uljeza ili na razbijanje CIA-inog koda.
CIA je u početku za gubitak agenata krivila svog bivšeg agenta, Edvarda Lija Hauarda, koji je takođe posleđivao informacije Sovjetima. Ali, kada je CIA izgubila još tri svoja bitna izvora informacija o kojima Hauard nije mogao ništa da zna, bilo je jasno da su hapšenja (kao i pogubljenja) bila krivica nekog drugog izvora.
U međuvremenu, Ejms je nastavio da se otvoreno sastaje sa svojim kontaktom u sovjetskoj ambasadi, Sergejem Dimitrijevičem Čuvakinom. Jedno vreme, Ejms je sumirao za FBI i CIA-u napredak koji je ostvario u pokušajima da regrutuje Sovjete. Ejms je svaki put kada bi se njih dvojica našli na ručku primio između 20 i 50 hiljada dolara. Zaključno, Ejms je primio 4,6 miliona dolara od Sovjetskog saveza, što mu je omogućilo da uživa u životu daleko boljem od onog koji ima jedan oficir CIA-e. Kada je, u avgustu 1985, Ejmsov razvod postao konačan, odmah se oženio sa Rosario. Shvatajući da će njegovo novo bogatstvo izazvati pažnju, osmislio je priču da je njegov finansijski prosperitet rezultat toga što mu je bogata porodica njegove žene dala novac. Kako bi pokrio ovu priču, Ejms je povezao značajnu količinu novca, koji je zaradio špijunažom, sa svojom novom porodicom u Bogoti, takođe i kako bi im pomogao zbog njihovog siromašnog statusa.
Godine 1986, Ejms je rekao KGB-u da se plaši da bi on mogao da bude osumnjičeni nakon gubitka nekoliko CIA agenata. KGB je skrenuo američke istražitelje sa njegovog traga, konstruišući diverziju koja će CIA-u navesti na trag da je krtica stacionirana u Vorenton trening centru (WTC), tajnu CIA-inu komunikacijsku ustanovu u Virdžiniji. Američki lovci na krtice su ispitali i istražili 90 zaposlenih u WTC-u tokom skoro godinu dana i imali 10 osumnjičenih, ali je glavni istražitelj istakao kako ,,ima toliko problematičnih ličnosti da se niko ne ističe''.
Ejms je 1986. poslat u Rim. Tamo, njegove performanse su još jednom rangirane između osrednjih i loših i uključivale su evidenciju o problemu sa pićem. Bilo kako bilo, 1990-1991. je prebačen u CIA-in Centar za kontraobaveštajnu analizu, što mu je omogućilo pristup ekstremno osetljivim infomacijama, uključujući i infomacije o američkim dvostrukim agentima.

## Odgovor CIA-e
Pri kraju 1986, CIA je sastavila tim kako bi istražila izvor curenja informacija. Tim, vođen Polom Redmondom, a koji su još sačinjavali i Džin Vertefil, Sandra Grajms, Dajana Vorten i Den Pejn, ispitivao je različite moguće uzroke, uključujući i mogućnost da je KGB ili ozvučila agenciju, presrela njihovu komunikaciju ili ubacila krticu. Do 1990, CIA je bila sigurna da postoji krtica u agenciji, ali nije mogla da nađe izvor. Regrutovanje novih sovjetskih agenata privremeno je stopirana, jer se agencija plašila da ne može da zaštiti svoje trenutne agente.
Pre ovoga, u novembru 1989, Ejmsov kolega je prijavio da Ejms živi život daleko iznad mogućnosti oficira u CIA-i, kao i da porodica njegove žene nije bogata kao što je tvrdio. Ipak, CIA se kretala polako. Kada je istražitelj koji je dobio zaduženje za Ejmsove finansije započeo dvomesečnu obuku, niko ga nije odmah zamenio. Istražitelji su takođe bili preusmereni lažnom pričom koja je potekla od CIA-inog oficira u inostranstvu, koji je tvrdio da su Sovjeti prodrli u CIA-u pomoću zaposlenog rođenog u Sovjetskom savezu.
Ejms je 1986. i 1991. prošao dva poligrafa dok je špijunirao sa Sovjetski savez i Rusku federaciju. U početku, bio je prestravljen idejom odlaska na poligraf test, ali je dobio savet od KGB-a da se ,,samo opusti''. Kasnije se pokazalo da je Ejms na testu davao neke zavaravajuće odgovore i da su ga ispitivači pustili da prođe test jer su bili previše prijateljski nastrojeni što ih je sprečilo da odreaguju na adekvatan način.
CIA se konačno fokusirala na Ejmsa nakon što su njegove kolege imala neka oštrija zapažanja u vezi njegovog ličnog izgleda:
- Ejmsovi zubi, koji bi trebalo da budu žuti od cigareta, bili su sa krunicama
- Ejms je ranije bio poznat po jeftinoj odeći, a onda je, iznenada, počeo da nosi odela krojena po meri koja čak ni njegovi nadređeni nisu mogli da priušte.

## Hapšenje
U martu 1993, CIA i FBI su započeli intenzivnu istragu Ejmsa, koja je uključivala elektonski nadzor, kopanje po njegovom đubretu, kao i monitor instaliran na njegovim kolima kako bi pratili njegovo kretanje. Od novembra 1993. godine, pa sve do njegovog hapšenja, Ejms je je bio pod konstantnim virtuelnim nadzorom. Kada je na početku 1994. godine trebalo da prisustvuje konferenciji u Moskvi, FBI je mislio da ne može više da se čeka, pa su Ejms i njegova žena bili uhapšeni 21. februara iste godine.
Ejms i njegova žena su 22. februara 1994. godine bili zvanično optuženi od strane Suda pravde za Špijunažu sa Sovjetski savez i Rusiju. Ejmsova izdaja je rezultirala smrću brojnih agenata CIA-e. Priznao je krivicu 28. aprila iste godine i osuđen je na doživotnu kaznu zatvora. Njegova žena je osuđena na pet godina zatvora zbog utaje poreza i saučešništvo u špijunaži, kao deo Ejmsove nagodbe.

## Spoljašnje veze
- Aldrich Ames: A Traitor Within on IMDb
- U.S. Department of Justice Office of the Inspector General, "A Review of the FBI's Performance in Uncovering the Espionage Activities of Aldrich Hazen Ames (April 1997) - Unclassified Executive Summary
- "Famous Cases: Aldrich Ames", Federal Bureau of Investigation - A short description of Ames' spying career
- Inmate Tracker - Shows Ames' current location within the U.S. Federal Prison system Архивирано на веб-сајту  (19. септембар 2012)